# Communauté de communes du Pays Beaume-Drobie
La communauté de communes du Pays Beaume-Drobie est une communauté de communes française, située dans le département de l'Ardèche en région Auvergne-Rhône-Alpes.

## Histoire
La communauté de communes, d'abord nommée « Porte de la Cévenne », a été créée par l'arrêté préfectoral du 22 décembre 1994, coexistant avec le syndicat intercommunal du bassin versant de la Beaume et de la Drobie, avec sept communes (Chandolas, Joyeuse, Ribes, Rocles, Valgorge et Vernon).
En 1995, adhèrent Saint-Mélany le 2 mai, puis le 6 décembre, Dompnac, Laboule, Rosières, Faugères, Planzolles et Saint-André-Lachamp, et le 26 décembre, Beaumont, portant le nombre de communes à quinze.
Entretemps, jusqu'en 1998, deux communes vont se retirer : Joannas, puis Rosières. La communauté de communes prend le nom de « Pays de Beaume-Drobie » le 15 mai 2002. Payzac adhère le 11 décembre 2003, Lablachère, Rosières et Saint-Genest-de-Beauzon le 24 novembre 2008, Loubaresse le 1er janvier 2011 et Sablières le 1er janvier 2014.
Le schéma départemental de coopération intercommunale de 2015 prévoyait une fusion avec les communautés de communes des Gorges de l'Ardèche et Pays des Vans en Cévennes, non obligatoire du fait de trois exemptions (faible, et même très faible densité, ainsi que son classement en zone de montagne). Le projet, validé en mars 2016, maintient finalement la structure intercommunale en l'état.

## Territoire communautaire

### Géographie
La communauté de communes est située au sud du département de l'Ardèche.

### Composition
La communauté de communes est composée des 19 communes suivantes :

| Nom                     | Code Insee | Gentilé         | Superficie (km2) | Population (dernière pop. légale) | Densité (hab./km2) |
| ----------------------- | ---------- | --------------- | ---------------- | --------------------------------- | ------------------ |
| Joyeuse (siège)         | 07110      | Joyeusains      | 13,04            | 1 760 (2022)                      | 135                |
| Beaumont                | 07029      | Beaumontois     | 19,16            | 261 (2022)                        | 14                 |
| Chandolas               | 07053      | Chandolassiens  | 11,63            | 545 (2022)                        | 47                 |
| Dompnac                 | 07081      |                 | 16,12            | 77 (2022)                         | 4,8                |
| Faugères                | 07088      | Faugérois       | 5,99             | 113 (2022)                        | 19                 |
| Lablachère              | 07117      | Lablachérois    | 26,38            | 2 214 (2022)                      | 84                 |
| Laboule                 | 07118      | Boularains      | 17,45            | 144 (2022)                        | 8,3                |
| Loubaresse              | 07144      | Loubaressois    | 8,99             | 45 (2022)                         | 5                  |
| Payzac                  | 07171      | Payzacois       | 13,7             | 539 (2022)                        | 39                 |
| Planzolles              | 07176      | Planzollais     | 5,41             | 162 (2022)                        | 30                 |
| Ribes                   | 07189      | Flahuts         | 7,17             | 328 (2022)                        | 46                 |
| Rocles                  | 07196      | Roclois         | 16,51            | 263 (2022)                        | 16                 |
| Rosières                | 07199      | Rosiérois       | 16,29            | 1 307 (2022)                      | 80                 |
| Sablières               | 07202      | Sablièrois      | 38,98            | 166 (2022)                        | 4,3                |
| Saint-André-Lachamp     | 07213      | Crouvelus       | 17,09            | 166 (2022)                        | 9,7                |
| Saint-Genest-de-Beauzon | 07238      |                 | 5,31             | 335 (2022)                        | 63                 |
| Saint-Mélany            | 07275      | Saint-Mélaniens | 10,64            | 107 (2022)                        | 10                 |
| Valgorge                | 07329      | Valgorgeois     | 26,36            | 415 (2022)                        | 16                 |
| Vernon                  | 07336      | Vernonais       | 3,71             | 223 (2022)                        | 60                 |

### Démographie
| 1968  | 1975  | 1982  | 1990  | 1999  | 2008  | 2013  | 2018  |
| ----- | ----- | ----- | ----- | ----- | ----- | ----- | ----- |
| 6 535 | 6 161 | 6 479 | 6 951 | 7 057 | 7 966 | 8 602 | 8 872 |

## Politique et administration

### Siège
Le siège de la communauté de communes est situé à Joyeuse.

### Les élus
La communauté de communes est gérée par un conseil communautaire composé de 41 membres représentant chacune des communes membres et élus pour une durée de six ans.
Ils sont répartis comme suit :
| Nombre de délégués |  | Communes |
| ------------------ |  | --- |
| 7                  |  | Joyeuse, |
| 8                  |  | Lablachère |
| 5                  |  | Rosières |
| 2                  |  | Chandolas, Payzac, Ribes, Rocles, Saint-Genest-de-Bauzon, Valgorge                                                |
| 1                  |  | Beaumont, Dompnac, Faugères, Laboule, Loubaresse, Planzolles, Saint-André-Lachamp, Saint-Mélany, Sablières,Vernon |

### Présidence
Le conseil communautaire du 15 juillet 2020 a élu son président, Christophe Deffreix et désigné ses huit vice-présidents qui sont :
- 1er vice-président : Jean-Marc Deydier-Bastide, Travaux, des bâtiments, SPANC et Réseaux ;
- 2e vice-président : Francis Chabane, Développement économique, vie des entreprises ;
- 3e vice-présidente : Pascale Manfredi-Vielfaure, Enfance, jeunesse, services à la population ;
- 4e vice-président : Eric Boissin, Équipements sportifs et vie associative ;
- 5e vice-président : François Coulange, Culture, lecture publique et patrimoine.
- 6e vice-président : Luc Parmentier, Tourisme,  Musée et  randonnées
- 7e vice-président : Philippe Gontier, Déchets ménagers, environnement, transition écologique
- 8e vice-président : Pascal Waldschmidt, Urbanisme, développement agricole et habitat
- Conseiller délégué : Thierry Bérès.

### Compétences
- Collecte et traitement des déchets des ménages et déchets assimilés
- Autres actions environnementales
- Création, aménagement, entretien et gestion de zone d'activités industrielle, commerciale, tertiaire, artisanale ou touristique
- Action de développement économique (Soutien des activités industrielles, commerciales ou de l'emploi, Soutien des activités agricoles et forestières, etc.)
- Actions culturelles : gestion des treize bibliothèques et médiathèques intercommunales (Beaumont, Joyeuse, Valgorge, Ribes, Faugères, Payzac, Chandolas, Dompnac, Vernon, Rosières, Lablachère, Rocles, Saint-Mélany) ; politique de soutien aux acteurs culturels du territoire (par conventions d'objectifs) et aux manifestations culturelle (subventionnement et/ou accompagnement technique) ; politique d’Éducation Artistique et Culturelle (EAC) a destination des publics du territoire ; inventaire et études des patrimoines culturels du Pays Beaume-Drobie, conseil aux acteurs du patrimoine (montage de projets, conseils scientifiques et techniques, recherches de financements) ; gestion de l'Espace Castanéa (ex Musée de la Châtaigneraie de Joyeuse) ; organisation de cycles de conférences thématiques.
- Constitution de réserves foncières
- Études et programmation
- Tourisme
- NTIC (Internet, câble, etc.)

### Régime fiscal et budget
La communauté de communes applique la fiscalité professionnelle unique.

### Sources
- Splaf
- Base nationale sur l'intercommunalité